# بازگنجشک طوق‌دار
بازگنجشک طوق‌دار (نام علمی: Accipiter cirrocephalus) یک پرنده شکاری کوچک و باریک در خانواده بازان است که در استرالیا، گینه نو و جزایر کوچک‌تر پیرامونی یافت می‌شود. همان‌طور که از نامش پیداست، بازگنجشک طوق‌دار متخصص شکار پرندگان کوچک است. ویژگی آن برآمدگی‌های جزئی در ابروها و پاهای باریک است. آخرین بخش از انگشت میانی آنها فراتر از پنجه‌های انگشتان دیگر قرار دارد.